# شست‌وشوی معده
شست‌وشوی معده فرایند تخلیه محتویات معده یا لاواژ معده می‌باشد. بیش از ۲۰۰ سال است که برای خارج کردن سم از معده از این روش استفاده می‌شود. از این روش معمولاً بر روی افرادی که سم بلعیده یا مصرف بیش از اندازه دارو و ... داشته‌اند استفاده می‌شود. همچنین برای تمیز کردن دستگاه گوارش قبل از عمل جراحی نیز کاربرد دارد.

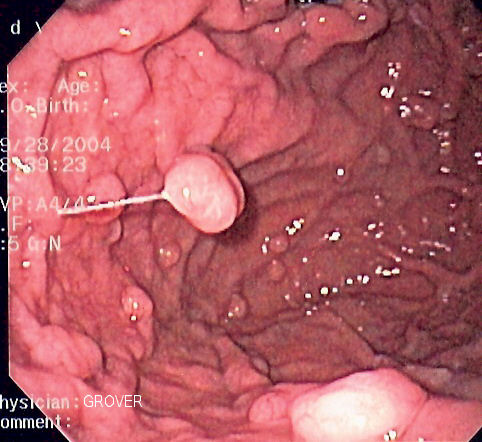
درون معده

از شست‌وشوی معده در برخی اوقات به غیر از موارد مربوط به سم زدایی، برای اطمینان از مقدار خونریزی که در سطوح بالاتر دستگاه گوارش به وجود می‌آید استفاده می‌شود. شست‌وشوی معده در ارزیابی منشا استفراغ خونی نیز کاربرد دارد. همچنین به عنوان روشی برای کاهش دمای بیماران دچار گرمازدگی به کار می‌رود.